# Блакитна кров (телесеріал)
«Блакитна кров» (англ. Blue Bloods) — американський телевізійний серіал, що виходить на каналі CBS з 24 вересня 2010 року та розповідає про сім'ю нью-йоркських поліцейських Рейганів. Авторами серіалу є Робін Грін і Мітчелл Берджесс, раніше удостоєні двох премій «Еммі» за роботу над серіалом «Клан Сопрано».
Перший сезон серіалу здобув високих рейтингів: кожна серія збирала біля екранів в середньому близько 12,5 млн глядачів. 6 травня 2020 року серіал був продовжений на одинадцятий сезон, прем'єра якого запланована на 4 грудня 2020 року.

## Сюжет
Головні герої серіалу — члени нью-йоркської «поліційної» родини Рейганів. Френк Рейган є комісаром поліції, цей же пост займав і його батько Генрі, який вийшов на пенсію. Френк — удівець і батько чотирьох дорослих дітей: Денні, Ерін, Джеймі й Джо. Денні був морським піхотинцем і служив в Іраку, а нині — детектив, він одружений із Ліндою і має двох синів, Джека і Шона. Ерін працює помічником окружного прокурора, вона розлучена й одна виховує доньку-підлітка Нікі. Молодший син Джеймі — випускник Гарварда, який надав перевагу не юридичній кар'єрі, а службі офіцером поліції: він щойно закінчив поліцейську академію і в перших сезонах є новачком. Також він намагається дізнатися більше про обставини смерті брата Джо, який теж служив у поліції й загинув у перестрілці.

## Актори й персонажі
- Том Селлек — Френк Рейган, комісар поліції Нью-Йорка, батько Денні, Ерін, Джеймі й загиблого Джо
- Донні Волберг — Денні Рейган, детектив поліції
- Бріджет Мойнеген — Ерін Рейган-Бойл, помічниця окружного прокурора
- Вілл Естес — Джеймі Рейган, офіцер-новобранець, надалі — сержант; закінчив престижну Гарвардську школу права, але вирішив продовжити сімейну традицію і пішов працювати простим поліцейським
- Лен Каріу — Генрі Рейган, відставний комісар поліції Нью-Йорка, батько Френка
- Емі Карлсон — Лінда Рейган, дружина детектива Денні
- Дженніфер Еспозіто — Джекі Куратоло, напарниця Денні
- Маріса Рамірес — Марія Баєс, друга напарниця Денні
- Семі Гейл — Нікі Рейган-Бойл, дочка Ерін
- Ванесса Рей — Едіт Дженко, напарниця Джеймі
- Грегорі Джара — Гаррет Мур, заступник Френка, прессекретар поліції Нью-Йорка
- Бонні Соммервіль — Паула Гілл
- Глорія Рубен — агент ATF Рейчел Вебер
- Ів Пламб — Барбара Стевенс

## Список епізодів
| Сезон | Сезон | Епізоди | Прем'єрний показ | Прем'єрний показ | Рейтинг Нільсена | Рейтинг Нільсена         |
| Сезон | Сезон | Епізоди | початок          | закінчення       | рейтинг          | аудиторія США (мільйони) |
| ----- | ----- | ------- | ---------------- | ---------------- | ---------------- | ------------------------ |
|       | 1     | 22      | 24 вересня 2010  | 13 травня 2011   | 19               | 12,58                    |
|       | 2     | 22      | 23 вересня 2011  | 11 травня 2012   | 22               | 12,15                    |
|       | 3     | 23      | 28 вересня 2012  | 10 травня 2013   | 14               | 13,16                    |
|       | 4     | 22      | 27 вересня 2013  | 9 травня 2014    | 10               | 13,63                    |
|       | 5     | 22      | 26 вересня 2014  | 1 травня 2015    | 13               | 13,77                    |
|       | 6     | 22      | 25 вересня 2015  | 6 травня 2016    | 10               | 13,07                    |
|       | 7     | 22      | 23 вересня 2016  | 5 травня 2017    | 8                | 14,07                    |
|       | 8     | 22      | 29 вересня 2017  | 11 травня 2018   | 12               | 13,09                    |
|       | 9     | 22      | 28 вересня 2018  | 10 травня 2019   | 8                | 12,83                    |
|       | 10    | 19      | 27 вересня 2019  | 1 травня 2020    | 7                | 11,96                    |
|       | 11    | 16      | 4 грудня 2020    | 14 травня 2021   | 8                | 10,16                    |
|       | 12    | 20      | 1 жовтня 2021    | 6 травня 2022    | В очікуванні     | В очікуванні             |
|       | 13    | 21      | 7 жовтня 2022    | 19 травня 2023   | В очікуванні     | В очікуванні             |